# میان‌خار
میان‌خار (نام علمی: Mesacanthus) نام یک سرده از رده خارپایگان است.